# Liste der Kulturdenkmäler in Sierscheid
In der Liste der Kulturdenkmäler in Sierscheid sind alle Kulturdenkmäler der rheinland-pfälzischen Ortsgemeinde Sierscheid aufgeführt. Grundlage ist die Denkmalliste des Landes Rheinland-Pfalz (Stand: 12. Juni 2023).

## Einzeldenkmäler
| Bezeichnung                      | Lage                                | Baujahr                  | Beschreibung                      | Bild                           |
| -------------------------------- | ----------------------------------- | ------------------------ | --------------------------------- | ------------------------------ |
| Katholische Kapelle St. Maternus | Kapellenstraße Lage                 | 17. oder 18. Jahrhundert | Saalbau, 17. oder 18. Jahrhundert | weitere Bilder Fotos hochladen |
| Wegekreuz                        | westlich des Ortes an der K 25 Lage |                          | Wegekreuz                         | weitere Bilder Fotos hochladen |